# 拉海納
拉海納（直译：「無情的太陽」）是美國夏威夷州茂宜縣中最大的人口普查指定地區，位於茂宜島西岸。
拉海納在1820年至1845年期間曾是夏威夷王國的首都，其後夏威夷遷都至檀香山；因此有不少歷史古跡及建築。1962年，拉海納歷史區（Lahaina Historic District）獲登錄為美國國家歷史名勝。另外，拉海納在19世紀時是全球捕鯨業的中樞，數以百計的船隻會停泊在拉海納的岸邊。拉海納的前街（Front Street）在2011年獲美國規劃協會評為「十佳街道」。
受到2023年夏威夷山火影響，拉海纳至少有36人丧命，至少20人严重烧烫。拉海纳镇至少271幢建物半毁或全毁。

## 景點
- 拉海納歷史區
  - 鮑德溫之家博物館
  - 拉海納法院
  - 懷奧拉教堂
  - 瑪麗亞·拉納基拉天主教堂
  - United States Marine Hospital
  - 拓荒者客棧
- 拉海納榕苑公園（英语：Lahaina Banyan Court Park）
- 舊拉海納堡（Old Lahaina Fort）
- 納·愛卡納文化中心（Na Aikana Cultural Center）
- 和興會館
- 拉海納淨土寺
- 馬哇山法光寺

## 外部連結
- Lahaina.com（英文）
- 夏威夷觀光局網頁